# Aplosonyx philippinensis
Aplosonyx philippinensis es un coleóptero de la familia Chrysomelidae. Fue descrita científicamente por primera vez en 1891 por Jacoby.